# Mk.51 射撃指揮装置

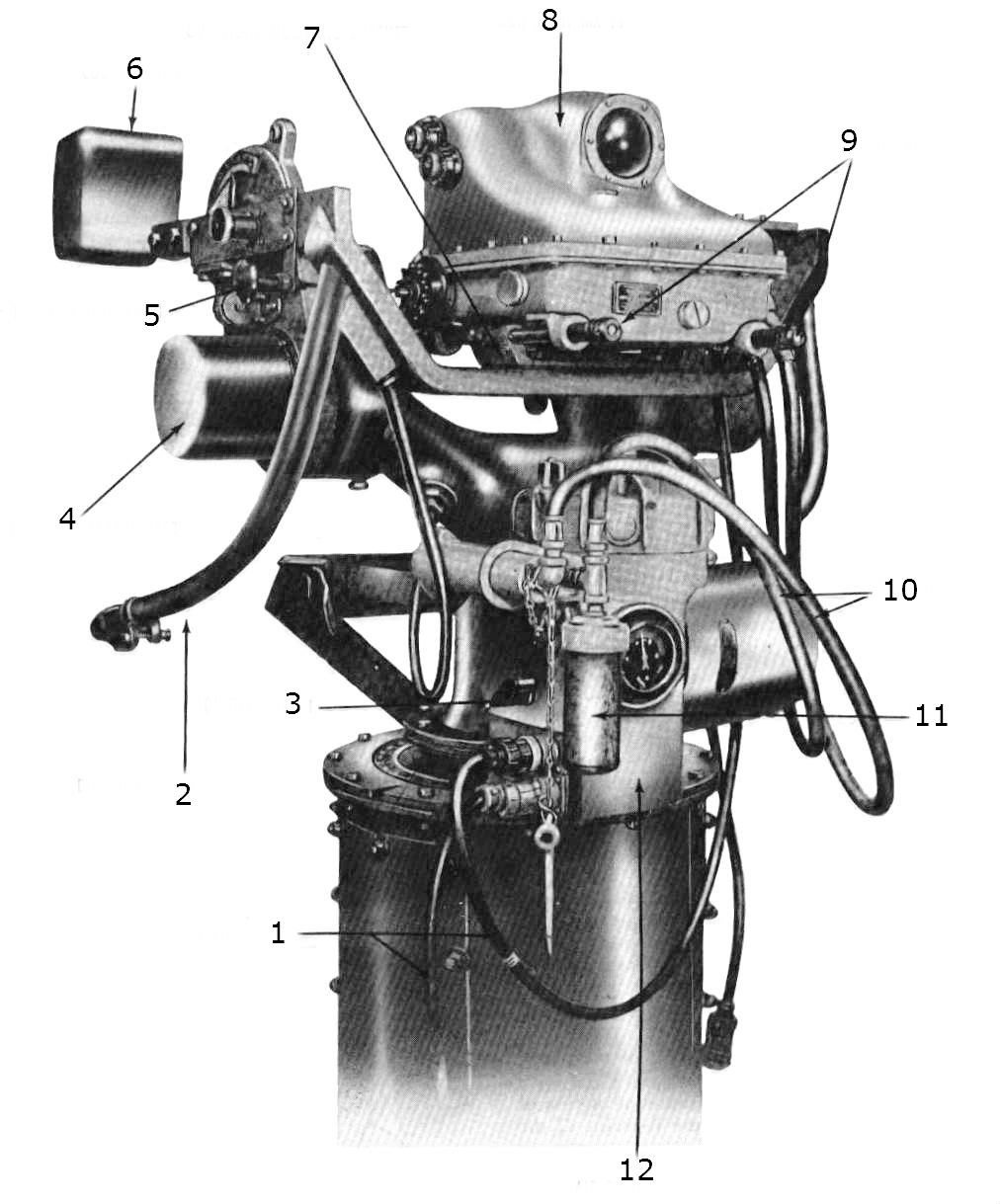
Mk.51

Mk.51 射撃指揮装置（英語: Mark 51 Fire Control System, Mk.51 FCS）は、アメリカ海軍が開発した艦砲用射撃指揮装置（GFCS）。一人操作式の比較的簡素なFCSであり、主としてボフォース 40mm機関砲や3インチ緩射砲に用いられた。

## 概要
Mk.51はもともと、高速で接近してくる航空機に対して近距離で即応可能な簡易的なFCSとして、1940年に開発開始された。基本的には、照準器Mk.14に銃・砲の制御機能を付加した設計となっている。
Mk.14はジャイロスコープを内蔵していることから、移動目標を人力操作で目視照準・追尾することによって自艦と目標との相対的な角速度変化を検出し、さらに複雑な光学系およびリンケージ機構によって見越し角を自動算出することができた。Mk.14は、小口径機銃では銃架に直接取り付けられていたが、40mm機銃などの中口径砲では方位盤に取り付けられて遠隔管制することとされ、この方位盤を含めたシステムをMk.51と称した。このことから、FCSではなく、単に方位盤Mk.51（英: Director Mk.51）と称されることもある。Mk.51は、おおむね的速350ノット (650 km/h)、見越し角25度まで対応できるとされていた。
なお、これらの角速度式システムは、光学系を収納している照準機構の向きと照準線の向きとが、ジャイロスコープのプリセッションのためにオフセットすることから、斜視式（disturbed-line-of-sight systems）と称される。また水上射撃の際には、照準器Mk.14ではなく、光学測距儀（基線長2.5mのステレオ式）と射撃盤Mk.6により見越し角を算出することとされていた。
このように比較的簡素なことから開発は急速に進展し、1940年10月にはさっそく2,500台の発注がなされ、最終的には計14,000台が生産されるベストセラーとなっている。

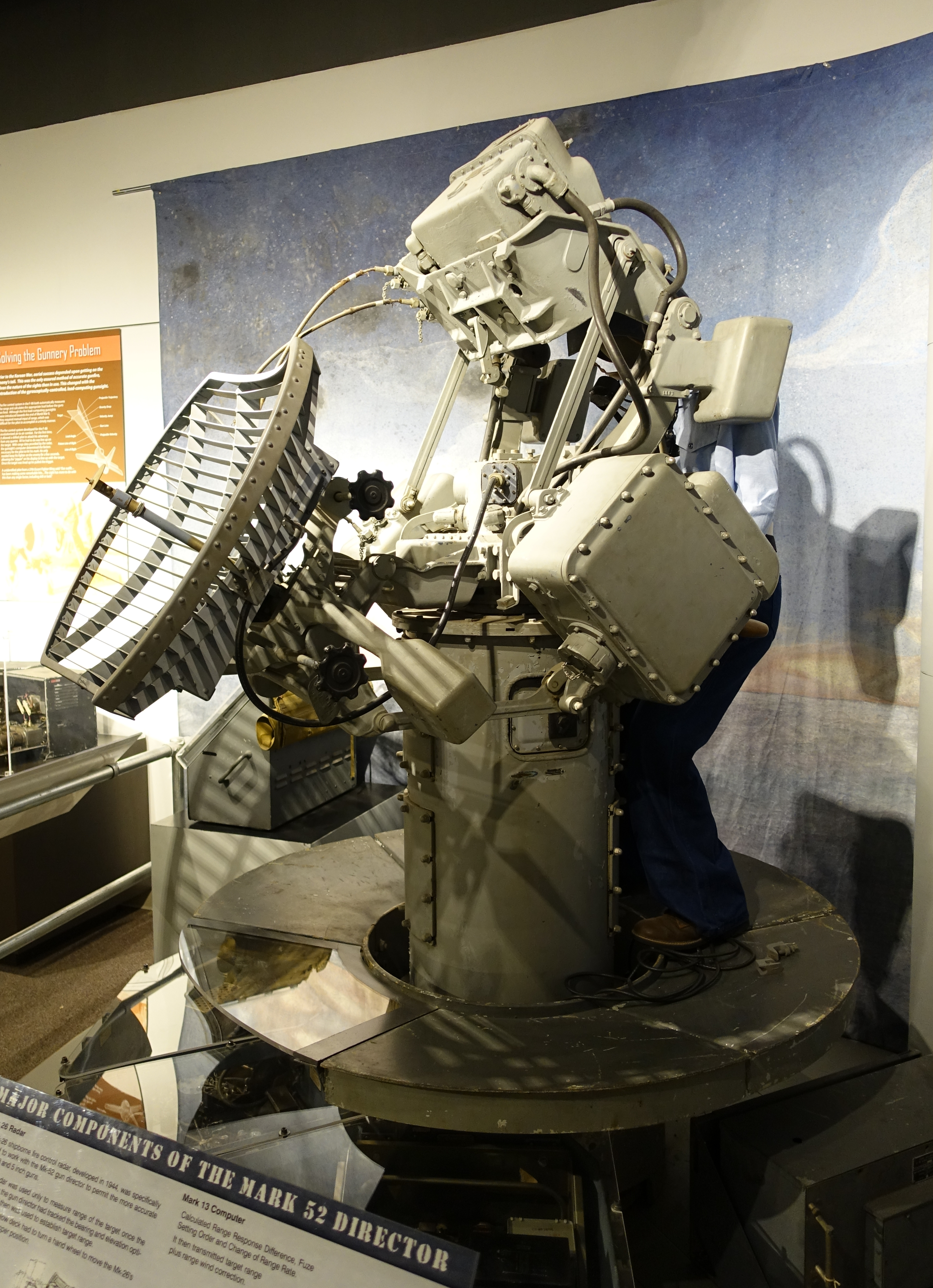
Mk.52 (Mk.26レーダー装備)

Mk.51 mod.3では照準器がMk.15に更新され、風力修正装置も付加される改良が施された。ただしMk.51は、対空射撃時には目標との手段を持たないため、曳光弾による弾道表示をもとに目視・手動で修正射撃する必要があるなど、性能に制約が大きかった。このことから、Mk.51をもとにSバンド（3ギガヘルツ）のMk.26測距レーダーを装備し、照準器の弾道修正機能を改良した発展型としてMk.52も実用化された。また後には、より本格的なレーダーGFCSとしてMk.63 砲射撃指揮装置も開発された。